# Astragalus pseudomultijugus
Astragalus pseudomultijugus är en ärtväxtart som beskrevs av Dieter Podlech. Astragalus pseudomultijugus ingår i släktet vedlar, och familjen ärtväxter. Inga underarter finns listade i Catalogue of Life.